# طوال دباغین
طوال دباغین (به عربی: طوال دباغین) یک روستا در سوریه است که در ناحیه حمرا واقع شده‌است. طوال دباغین ۵۰۹ نفر جمعیت دارد.